# Alveopora fenestrata
Alveopora fenestrata е вид корал от семейство Poritidae. Видът е световно застрашен, със статут Уязвим.

## Разпространение
Разпространен е в Австралия, Британска индоокеанска територия, Коморски острови, Джибути, Египет, Еритрея, Фиджи, Гуам Индия, Индонезия, Израел, Япония, Йордания, Кения, Кирибати, Мадагаскар, Малайзия, Маршалови острови, Мавриций, Майот, Микронезия, Мозамбик, Науру, Нова Каледония, Северни Мариански острови, Палау, Папуа-Нова Гвинея, Филипини, Реюнион, Саудитска Арабия, Сейшелски острови, Сингапур, Соломоновите острови, Сомалия, Шри Ланка, Судан, Тайван, Танзания, Тайланд, Тувалу, Вануату и Йемен.